# Roca-Cúper
Roca-Cúper (hiszp. Estación de Roca-Cúper) – przystanek kolejowy w Meliana, w prowincji Walencja, we wspólnocie autonomicznej Walencja, w Hiszpanii.
Jest obsługiwana przez pociągi linii C-6 Cercanías Valencia przewoźnika Renfe.

## Położenie stacji
Znajduje się na Walencja – Sant Vicenç de Calders w km 11,9

## Historia
Stara stacja Cabanyal została otwarta w dniu 20 kwietnia 1862 wraz z otwarciem linii Walencja-Sagunto, linii która miała połączyć Walencję z Tarragoną. Prace zostały przeprowadzone przez Sociedad de los Ferrocarriles de Almansa a Valencia y Tarragona (AVT), który wcześniej i pod inną nazwą zdołał połączyć Walencję z Almansą. W 1889 śmierć José Campo Péreza, głównego zarządcy firmy, doprowadziła do fuzji z Norte. W 1941, po nacjonalizacji kolei w Hiszpanii, stacją zarządzał nowo utworzony RENFE.

## Linie kolejowe
- Linia Walencja – Sant Vicenç de Calders